# 芭芭拉 (原神)
芭芭拉是米哈遊開發電子遊戲《原神》中的虛構角色，為2020年遊戲公測後首批可玩角色之一。芭芭拉是遊戲中虛構國家蒙德的西風教會所屬祈禮牧師，在當地是十分受歡迎的偶像。芭芭拉的中文配音為宋媛媛，日文配音為鬼頭明里，韓文配音為尹娥煐，英文配音為蘿拉·史達。

## 創作及設計
2019年韓國國際遊戲展示會上，米哈遊首次展示了《原神》的電腦版本，並公佈了兩個新角色「芭芭拉」和「神里綾華」，在這個版本中芭芭拉的角色定位為輔助型的補師。遊戲公測之後，芭芭拉是玩家能免費獲得角色之一，她是一個水元素的補師，主要的技能是治療玩家隊伍中的所有角色。
芭芭拉在遊戲中是蒙德城的偶像，芭芭拉的待機動畫是哼唱歌曲，在遊戲中她能與其他非玩家角色有特別的互動，在攻擊和施展技能時，附近的非玩家角色為面向芭芭拉並鼓掌。米哈遊在遊戲宣傳上也有充分使用芭芭拉「偶像」這個設定，2021年1月，米哈遊公佈了關於芭芭拉的特別視頻，視頻中是芭芭拉和旅行者（玩家）之間的簡單互動，讓玩家對角色的個性有更多的了解。在同年9月遊戲公測一週年的紀念影片中，芭芭拉和遊戲另一個角色安柏作為主持人，回歸過去一年遊戲中各種事情。同月，米哈遊還在成都市太古里展出了以芭芭拉為主角的大型戶外3D廣告。
芭芭拉也是遊戲中最早擁有新服飾的角色之一，2021年6月上線的遊戲1.6版本中，製作組給芭芭拉推出了新的服飾，玩家只需完成遊戲活動就能獲得芭芭拉的夏季服飾。角色的英文配音是蘿拉·史達，製作組在遊戲1.3版本之後對芭芭拉的對白進行了調整，早期的版本中芭芭拉的對白充滿熱情，改版後語調變得嬌柔和低沉。角色的日語配音為鬼頭明里，鬼頭明里表示在接收到角色的設定後，就感覺角色十分可愛，她很高興能聲演這個角色。她也指出芭芭拉有著偶像的設定，但是在遊戲中並沒有偶像演出的橋段，她期待日後製作組能實現相關的演出，如讓芭芭拉在遊戲中的某個廣場進行舞台演出。

## 作品中表現

### 角色故事
芭芭拉是蒙德城的祈禮牧師，她是西風騎士團代理團長琴的妹妹。姊姊琴的優秀給芭芭拉帶來不少的壓力，芭芭拉為了超越姊姊不斷努力。由於不擅長戰鬥，於是她選擇成為治療者，負責後勤的工作。某天芭芭拉從異世界的書籍中得知了偶像這種職業，並認為偶像和她想幫助他人，給他人帶來歡欣的信念很切合，於是去學習偶像的演出，並成為蒙德城的小有名氣的偶像。

### 角色玩法
芭芭拉是玩家早期在《原神》中唯一能獲得的治療類型角色。《原神》的1.0版本公測之後，玩家在冒險等階達20級時就能讓芭芭拉加入隊伍，在1.1版本芭芭拉加入隊伍的條件改為玩家的冒險等階達到18級且完成「為了青色的身影」。芭芭拉在遊戲中的定位是專門治療角色，無論是元素爆發和元素戰技都有恢復生命值的效果，元素爆發時能恢復玩家隊伍中所有角色及附近友方角色的生命值。她的普通攻擊附有水元素效果，雖然攻擊傷害輸出很低，但是配合其他角色的元素攻擊，能透過遊戲中的元素反應機制對怪物造成較大的傷害。

## 評價

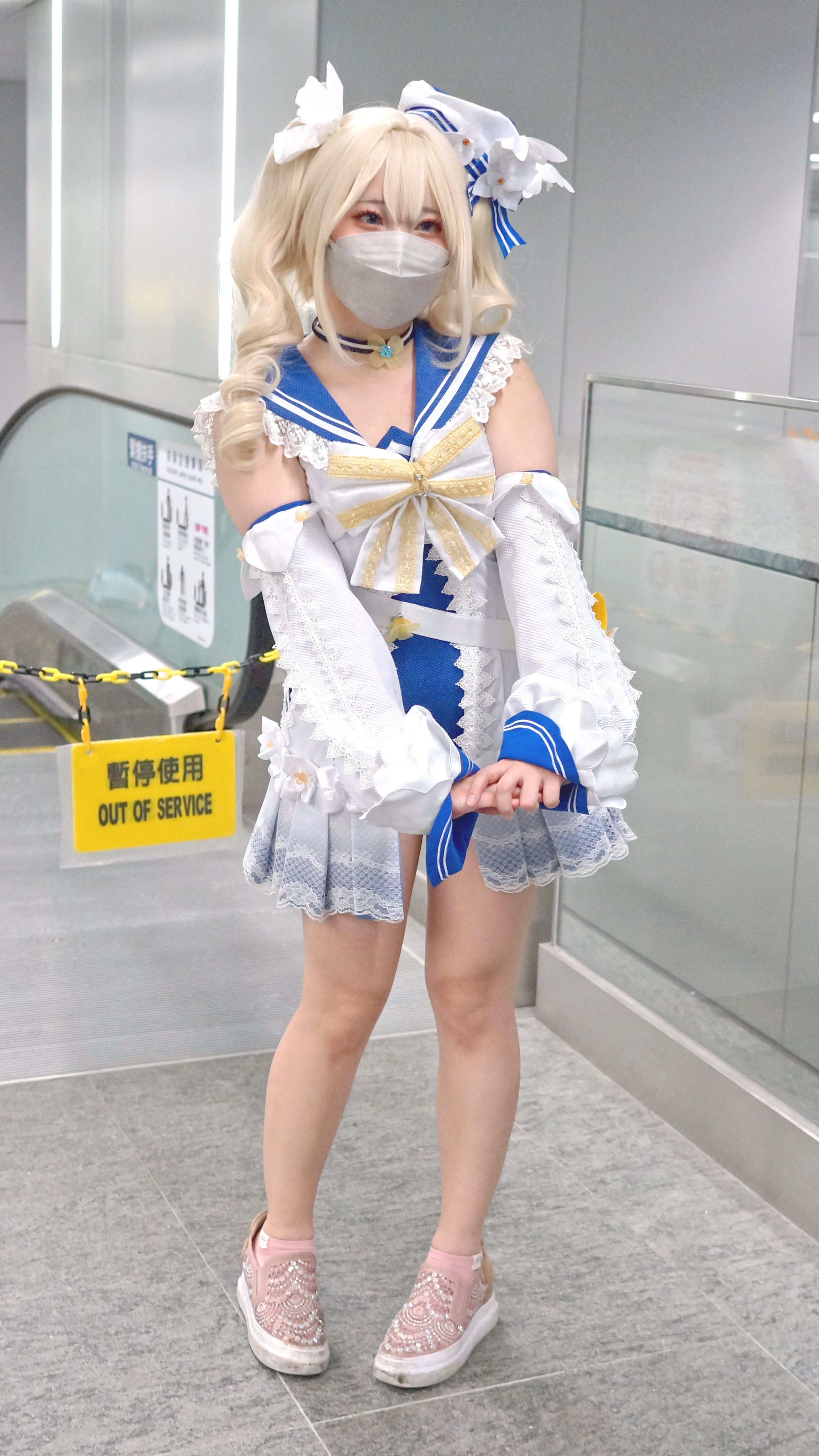
芭芭拉的角色扮演者。

芭芭拉作為遊戲早期唯一的治療類型角色，獲得不少評論家的關注，在遊戲中芭芭拉還是玩家挑戰頭目時最常用的角色。評論家普遍稱讚角色的治療能力，角色其他能力的評價較為負面。Kotaku的編輯姜思琪
稱讚芭芭拉是珊瑚宫心海上線之前最好用的治療類型角色。Kazuma Hashimoto在Siliconera也摘文表示角色專注於治療技能，在聯機和單人冒險時也很有用。Rock, Paper, Shotgun的評論員阿米莉亞·卓爾納認為芭芭拉是遊戲中最好的治療角色，也是最容易獲得和升級的治療角色，她能在不同隊伍組合中擔任補師的位置。角色在GamesRadar+的原神角色排行榜中位置偏低，編輯評價角色傷害輸出很低且實用性有限。
《原神》3.0版本更新了草元素及相關的元素反應機制之後，芭芭拉的技能配合草元素能對敵人造成極大的傷害輸出，米哈遊很快宣佈這是一個程序錯誤，並在下一個版本修復。評論員在Game Rant發文反應不少人想保留這個「程序錯誤」，原因是這個效果觸發的範圍有限，影響不大，他認為這個「錯誤」本來可以讓不受歡迎的芭芭拉在新機制下獲得關注。
角色造型和個性設計獲得正面的評價，同時有評論員指出造型設計存在不合理，漫畫書資源網的評論員稱讚芭芭拉的外表和個性都非常可愛。TheGamer評論員雅各（Jacob）則批評角色身穿神職人員的正裝，卻在遊戲中登山涉水，這種設定很不合理。角色的英文配音則遭到較多的批評，英語地區玩家不滿製作組對角色英文語音進行的調整，Kotaku為此還專門聯絡米哈遊詢問為何作出這種改變。英語地區玩家認為原版中芭芭拉語調活潑熱情，更能反應出角色年輕偶像的設定。遊戲日報編輯淖尔分析事件是文化差異導致的，「新版芭芭拉声线更符合日系偶像的表现形式，这和欧美社交偶像崇尚活泼和热情的定位不太符合」。淖尔也表示對比英文配音，日文和中文配音更能展示角色的「元气少女的属性」。